# Zeedeining

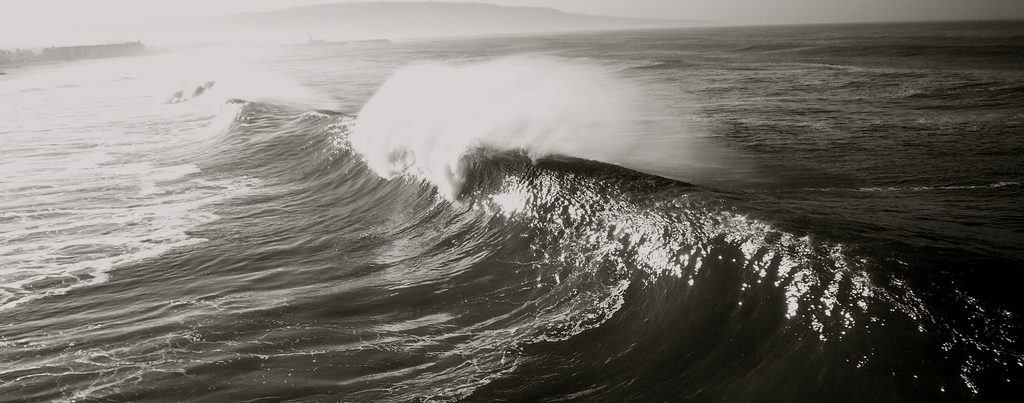
Brekende deining op Hermosa Beach in Californië.

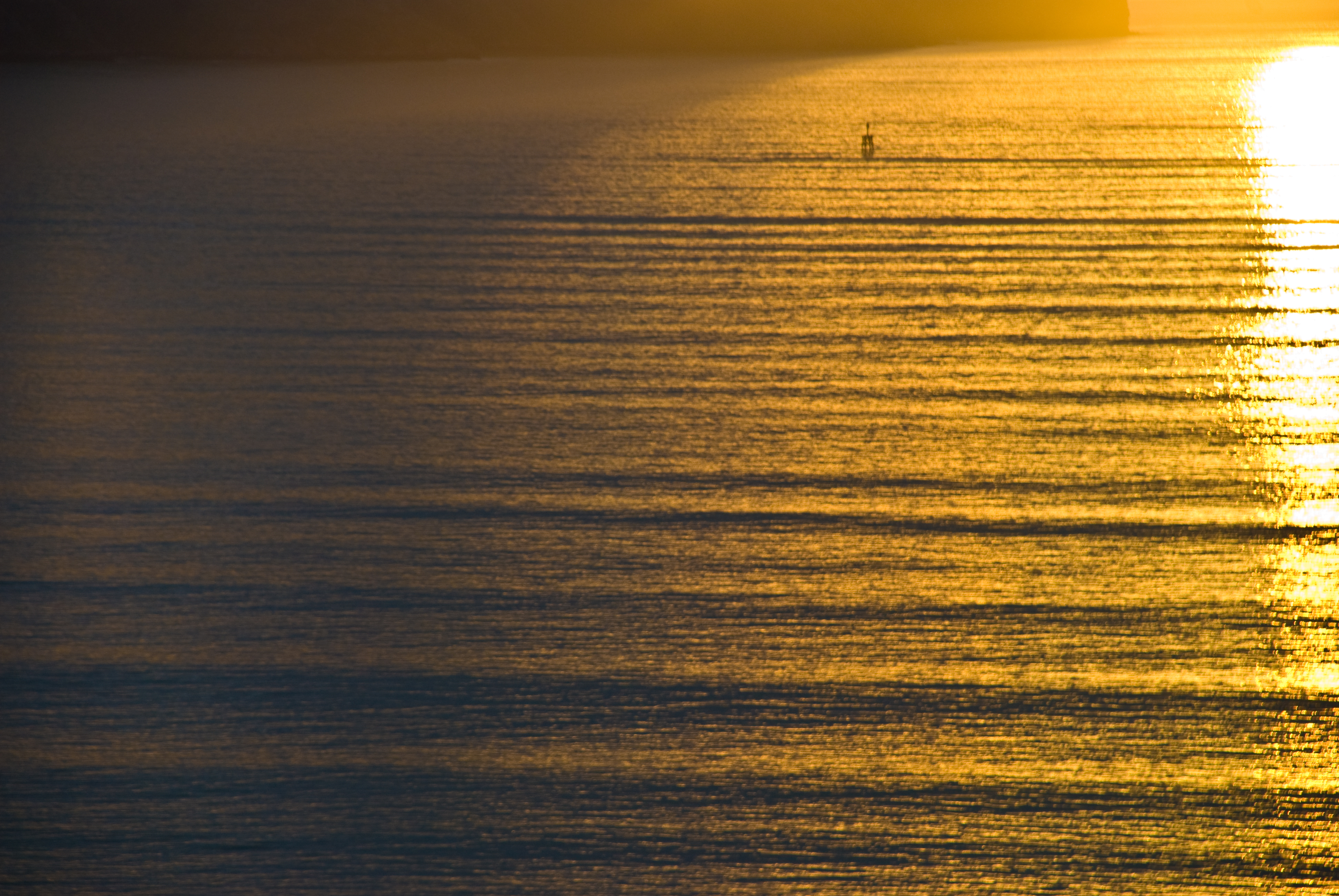
Deining voor de haven van Lyttelton, Nieuw-Zeeland.

Zeedeining of gewoon deining, is een door wind gegenereerd golfpatroon aan het wateroppervlak van de zee of oceaan. In tegenstelling tot zeegang wordt het niet langer gevoed door wind. Hoe verder van de oorsprong — waar de deining als zeegang ontstaan is — hoe langer de periode en de golflengte, en hoe langer en rechter de golfkammen worden, terwijl de golfhoogte langzaam afneemt. Voor zeedeining is er een schaal, die lijkt op de schaal van Schaal van Beaufort.
| Schaal | Zeegang              | Deining                            |
| ------ | -------------------- | ---------------------------------- |
| 0      | Vlak                 | Geen deining                       |
| 1      | Kabbelend            | Lage, korte en matig lange deining |
| 2      | Licht golvend        | Lage en lange deining              |
| 3      | Golvend              | Matig hoge en korte deining        |
| 4      | Zee                  | Matig hoge en matig lange deining  |
| 5      | Aanschietende zee    | Matig hoge en lange deining        |
| 6      | Wilde zee            | Hoge en korte deining              |
| 7      | Hoge zee             | Hoge en matig lange deining        |
| 8      | Zeer hoge zee        | Hoge en lange deining              |
| 9      | Zeer hoge, wilde zee | Dooreenlopende deining             |